# Mistrzostwa Świata w Kolarstwie Przełajowym 1955
6. Mistrzostwa Świata w Kolarstwie Przełajowym 1955 odbyły się w stolicy Protektoratu Saary - Saarbrücken, 6 marca 1955 roku. Rozegrano tylko wyścig mężczyzn w kategorii zawodowców.

## Medaliści
| Konkurencja:             | Złoto:          | Czas      | Srebro:    | Czas     | Brąz:            | Czas     |
| Klasyfikacja mężczyzn    |                 |           |            |          |                  |          |
| Zawodowcy (6 marca 1955) | André Dufraisse | 1:04:35 h | Hans Bieri | + 0:18 m | Amerigo Severini | + 0:19 m |

## Szczegóły
| Medal | Zawodnik         | Narodowość        | Czas      |
| ----- | ---------------- | ----------------- | --------- |
|       | André Dufraisse  | Francja           | 1:04:35 h |
|       | Hans Bieri       | Szwajcaria        | + 0:18    |
|       | Amerigo Severini | Włochy            | + 0:19    |
| 4     | Pierre Jodet     | Francja           | + 2:36    |
| 5     | Dante Benvenutti | Włochy            | + 2:56    |
| 6     | Roger Rondeaux   | Francja           | + 3:18    |
| 7     | Gérard Durand    | Francja           | + 3:37    |
| 8     | Mario Rossi      | Włochy            | + 3:49    |
| 9     | Lothar Friedrich | Protektorat Saary | + 4:38    |
| 10    | Herbert Ebbers   | RFN               | + 5:02    |

## Tabela medalowa
| Miejsce | Państwo    |   |   |   |   |
| ------- | ---------- | - | - | - | - |
| 1.      | Francja    | 1 | 0 | 0 | 1 |
| 2.      | Szwajcaria | 0 | 1 | 0 | 1 |
| 3.      | Włochy     | 0 | 0 | 1 | 1 |